# Station Toruń Barbarka
Station Toruń Barbarka is een spoorwegstation in de Poolse plaats Toruń.